# 杜应流
杜应流（1952年—），安徽霍山人，汉族，中华人民共和国政治人物。

## 生平
毕业于安徽省委党校经济管理专业，加入中国共产党。2013年，被选为全国人大代表。2018年2月24日，当选为第十三届全国人大代表。